# Esperiopsis stipula
Esperiopsis stipula är en svampdjursart som beskrevs av Koltun 1958. Esperiopsis stipula ingår i släktet Esperiopsis och familjen Esperiopsidae. Inga underarter finns listade i Catalogue of Life.